# Alexeï Apoukhtine
« Apoukhtine » redirige ici. Pour les autres significations, voir Apoukhtine (homonymie).
Alexis Nikolaïevitch Apoukhtine (en russe : Алексей Николаевич Апухтин) est un nouvelliste, romancier et poète russe né le 15 novembre 1840 (27 novembre dans le calendrier grégorien) à Bolkhov, gouvernement d'Orel (Russie) et mort le 17 août 1893 (29 août dans le calendrier grégorien) à Saint-Pétersbourg, (Russie).

## Biographie
Né dans une famille noble pauvre, il passa son enfance dans le domaine familial de son père près du village de Pavlodar. En 1852, il entreprit des études de droit à Saint-Pétersbourg pendant lesquelles il se lia d'amitié avec Piotr Ilitch Tchaïkovski. Le frère du compositeur, Modeste, écrivit à quel point leur humeur et leurs goûts étaient convergents tout au long de cette relation platonique. Pendant cette même période Apoukhtine rencontra Ivan Tourgueniev et Afanassi Fet. Parallèlement à ses études, il commença à écrire de la poésie et son premier poème Épaminondas, dédié à l'amiral Vladimir Kornilov fut publié dans une revue en 1854 alors qu'il n'avait que 14 ans. En 1859, il termina ses études et sortit de l'école récompensé avec la médaille d'or.
Il entra dans la vie active en travaillant au ministère de la Justice tout en continuant à écrire de petits poèmes lyriques publiés dans la revue Le Contemporain n° 9 sous le titre Esquisses villageoises. Elles reflètent l'humeur de la société civile et on y sent l'influence de Nicolas Nekrassov.
Après 1862, éloigné de l'activité littéraire, désirant rester en dehors des luttes politiques, hors de toute chapelle littéraire ou politique, il revint dans sa province natale à Orlov. En 1863-1864, il fut investi de missions spéciales dans le gouvernement d'Orel où, en 1865, il donna deux conférences publiques sur la vie et l'œuvre d'Alexandre Pouchkine qui furent un événement dans la vie culturelle de la ville. La même année il revint à Saint-Pétersbourg où il fut employé au ministère de l'intérieur. Le poète ne publia presque rien pendant 20 ans. En 1884 des poèmes furent imprimés mais c'est en 1886 qu'apparut à Saint-Pétersbourg le premier recueil. Beaucoup de ses textes furent mis en musique par Tchaïkovski, par Sergueï Rachmaninov, etc. et après sa mort furent publiés Les archives de la comtesse D. écrit en 1890, Le journal de Pavlic Dolsky écrit en 1891 et Entre la vie et la mort écrit en 1892.

## Œuvres
- Si le jour brille, poème mis en musique par Tchaïkovsky
- Il m'aimait tant,poème attribué à Apoukhtine mis en musique; 4e mélodie de Tchaïkovsky en 1875
- Nuits de délire, poème mis en musique ; 6e mélodie de Tchaïkovsky en 1886
- La veille de l'opération 1888
- Les archives de la comtesse D. 1890
- Le journal de Pavlic Dolsky 1891
- Entre la vie et la mort  (parfois intitulé La vie ambiguë) 1892
- Oh, ne sois pas triste, poème mis en musique; Douze romances opus 14 de Rachmaninov en 1896
- Le destin, poème mis en musique; Douze romances opus 21 de Rachmaninov en avril 1902
- Extrait de Musset adapté par Apoukhtine; Douze romances opus 21 de Rachmaninov en avril 1902